# LuxX Index
LuxX Index — один из основных фондовых индексов Люксембургской фондовой биржи. Ранее в индекс входило 11 компаний с наибольшей капитализацией, акции которых торгуются на бирже. После расчленения Fortis в 2008 году в составе индекса осталось 10 компаний. Индекс начал рассчитываться в 1999 году на уровне 1000 пунктов. Максимум в 2419 пунктов был достигнут в 2007 году.

## База расчёта индекса
По состоянию на 27 июня 2016 года в индекс входили следующие компании:
| Компания           | отрасль                    | Вес в индексе (%) |
| ------------------ | -------------------------- | ----------------- |
| Aperam             | металлургия                | 11,96             |
| Arcelor Mittal     | металлургия                | 21,69             |
| Brederode          | инвестиции                 | 3,81              |
| Luxempart          | инвестиции                 | 2,56              |
| Reinet Investments | инвестиции                 | 21,80             |
| RTL Group          | медиабизнес                | 21,08             |
| SES                | телекоммуникации           | 15,50             |
| Socfinaf           | добыча полезных ископаемых | 0,74              |
| Socfinasia         | добыча полезных ископаемых | 0,85              |